# Кузнецкие металлоконструкции (завод)
ООО Кузнецкие металлоконструкции — это завод, который входит в состав Группы «Кузнецкие металлоконструкции», расположен в городе Новокузнецке Кемеровской области. Полное название — общество с ограниченной ответственностью «Кузнецкие металлоконструкции».

## История
Основан в 1941 году на базе эвакуированного из Днепропетровска завода металлоконструкций.
Завод с 1941 начал выпускать металлоконструкции не только для оборонной промышленности, но и для Кузнецкого металлургического комбината. Позднее — для Западно-Сибирского комбината. Предполагалось для строительства объектов ЗСМК расширить завод до промзводства 90 тысяч металлоконструкций в год. Большой объём был выполнен для первой очереди Запсиба — домны № 1, которая была пущена летом 1964 года. Параллельно на заводе были изготовлены металлоконструкции для объектов КМК. Это коксовые батареи № 7 и 8 и блюминг. В 1969 году был положительно решен вопрос о реконструкции КМК, для которого были необходимы большие объёмы металлических конструкций.. В начале 2000х годов компания принимала участие в строительстве МНЛЗ на Запсибе.

## Деятельность
Завод специализируется на изготовлении металлоконструкций зданий и сооружений различных отраслей промышленности (чёрной и цветной металлургии, электроэнергетики, топливной и горонодобывающей промышленности, транспорта), пролётных строений железнодорожных и автодорожных мостов пролётами до 150 метров, а также гражданского строительства.
Выполненные заказы
- Павильон «Космос» на ВВЦ, Москва
- Обелиск в честь запуска первого спутника, Москва
- Крымский мост, Москва

## Современное состояние
Выпущено 3500 тыс. тонн металлоконструкций, в том числе мостовых металлоконструкций 37 тыс. тонн, на экспорт — более 100 тыс. тонн. Сегодня завод изготавливает 30 тыс. тонн металлоконструкций в год и имеет возможности по увеличению объёма производства. Завод оснащен всем необходимым технологическим оборудованием, . Электромостовые краны, в количестве 57 штук позволяют механизировать процесс изготовления металлоконструкций, а краны максимальной грузоподъёмностью до 60 тонн, позволяют производить заводукрупногабаритные конструкции,. Антикоррозийная обработка осуществляется с использованием производителей красок таких как SteelPaint, Hempel, International Paint, Teknos, ЗАО"Морозовский химический завод".
Странами-Заказчиками металлоконструкций для своих объектов стали: Индия, Китай, Вьетнам, Египет, Индонезия, Пакистан, Алжир, Югославия, Монголия, Бангладеш, Иран, Корея.

## Руководство
- Индык Лев Юдович